# ソナタ
ソナタ（イタリア語: sonata（ソナータ））は、クラシック音楽における器楽曲、室内楽曲の形式の一つ。多くは複数楽章から構成される。「ソナータ（イタリア語: sonata）」は、「鳴り響く」という意味の「ソナーレ（イタリア語: sonare）」に由来する語で「演奏されるもの」の意味であり、「歌う（イタリア語: cantare）」に由来する、「カンタータ（イタリア語: cantata、「歌唱されるもの」の意）」と対置される。日本では 奏鳴曲（そうめいきょく）と訳されることもある。
小規模のソナタはソナチネ（イタリア語: sonatine（ソナティーネ）、「小さなソナタ」の意）と呼ばれる。

## 概要
「ソナタ」と言う言葉が使われはじめた当初は、明確な定義はなく、様々な器楽曲が「ソナタ」と命名されていた。中期バロック時代になると形式が確立しはじめ、多楽章制の器楽曲または室内楽曲を指すようになった。これにはソナタ・ダ・カメラ（sonata da camera, 室内ソナタ）、ソナタ・ダ・キエーザ（sonata da chiesa, 教会ソナタ）などがある。
バロック後期のドメニコ・スカルラッティは数多くの単一楽章の「ソナタ」を残しているが、これらは元来が王女のために書かれたチェンバロの練習曲が後になって「ソナタ」と呼ばれたものである。

### 古典派以降のソナタ
古典派、ロマン派時代のソナタは、1人、または、1人プラス伴奏（普通はピアノ伴奏）で演奏される独奏ソナタを指すようになった。
古典派時代のソナタは、基本的に次のような楽章構成を取る。
第1楽章
急速な音楽で、形式はソナタ形式が用いられる。緩やかなテンポの序奏部がつくこともある。
第2楽章
緩徐楽章で叙情的な性格を持ち、二部形式や変奏曲形式による。調は第一楽章の近親調となる。
第3楽章
メヌエット。調は主調で、第2楽章と入れ替わることや、省略されることもある。ベートーヴェン以降はスケルツォが主流となった。
第4楽章
フィナーレ。急速な音楽で、ロンド形式をとることが多く、調は主調。主調が短調の場合は同主調となることもある。
この構成はそのまま交響曲、協奏曲、室内楽曲にも用いられた。また、時代が進むにつれ、メヌエット・スケルツオ楽章が近親調となる例も増え、ロマン派音楽時代になると中間楽章により遠い関係調が用いられることも多くなった。

## ソナタの種類
- バロック時代までのソナタ
  - 教会ソナタ - 緩−急−緩−急の4楽章、舞曲風の楽章を含まない
  - 室内ソナタ - 急−緩−急の3楽章が多い。舞曲風の楽章を含む。宮廷ソナタ、世俗ソナタとも
  - トリオソナタ - 3声部からなるソナタ。様式上の分類である上の二形式に対し、楽器編成上の分類。通常、単音楽器×2+通奏低音（低音楽器+和音楽器）

- 古典派以降の独奏ソナタ
  - ピアノソナタ
  - 器楽ソナタ（無伴奏もしくはピアノ伴奏付き）
    - ヴァイオリンソナタ
    - チェロソナタ
    - フルートソナタ
    - ヴィオラソナタ
    - クラリネットソナタ
    - ホルンソナタ

## 類似の構成を持つ楽曲
室内楽曲
- 弦楽四重奏曲
- ピアノ三重奏曲
- 各種五重奏曲

管弦楽曲
- 交響曲

独奏楽器+管弦楽
- 協奏曲（多くは3楽章構成）